# 14e conseil des ministres du Canada

Le 14e conseil des ministres du Canada fut formé du cabinet durant le gouvernement de William Lyon Mackenzie King. Ce conseil fut en place du 25 septembre 1926 au 7 août 1930, soit durant la 16e législature. Ce gouvernement fut dirigé par le Parti libéral du Canada. 

## Conseils des ministres et membre du cabinet
- Premier ministre du Canada

1. 1926-1930 William Lyon Mackenzie King

- Surintendant général des Affaires indiennes

1. 1926-1930 Charles Stewart
2. 1930-1930 Charles Stewart (Intérim)
3. 1930-1930 Ian Alistair Mackenzie

- Ministre de l'Agriculture

1. 1926-1930 William Richard Motherwell

- Ministre des Chemins de fer et Canaux

1. 1926-1929 Charles Avery Dunning
2. 1929-1929 Charles Avery Dunning (Intérim)
3. 1929-1930 Thomas Alexander Crerar

- Ministre du Commerce

1. 1926-1930 James Malcolm

- Président du Conseil privé

1. 1926-1930 William Lyon Mackenzie King

- Ministre de la Défense nationale

1. 1926-1926 Vacant
2. 1926-1926 James Alexander Robb (Intérim)
3. 1926-1930 James Layton Ralston

- Ministre des Douanes et de l'Accise

1. 1926-1930 William Daum Euler

- Ministre des Finances et Receveur général

1. 1926-1929 James Alexander Robb
2. 1929-1929 Vacant
3. 1929-1930 Charles Avery Dunning

- Ministre de l'Immigration et de la Colonisation

1. 1926-1929 Robert Forke
2. 1929-1930 Charles Stewart (Intérim)
3. 1930-1930 Ian Alistair Mackenzie

- Ministre de l'Intérieur

1. 1926-1930 Charles Stewart

- Ministre de la Justice et procureur général du Canada

1. 1926-1930 Ernest Lapointe

- Ministre de la Marine

1. 1930-1930 Pierre Joseph Arthur Cardin

- Ministre de la Marine et des Pêcheries

1. 1926-1930 Pierre Joseph Arthur Cardin

- Ministre des Mines

1. 1926-1930 Charles Stewart

- Ministre des Postes

1. 1926-1930 Peter John Veniot

- Ministre sans portefeuille

1. 1926-1930 Raoul Dandurand (Sénateur)
2. 1930-1930 William Frederic Kay

- Ministre des Pêcheries

1. 1930-1930 Vacant
2. 1930-1930 Cyrus Macmillan

- Ministre des Pensions et de la Santé nationale

1. 1928-1930 James Horace King (Sénateur)
2. 1930-1930 James Layton Ralston

- Ministre du Rétablissement des soldats à la vie civile

1. 1926-1928 James Horace King

- Ministre du Revenu national

1. 1927-1930 William Daum Euler

- Secrétaire d'État du Canada

1. 1926-1930 Fernand Rinfret

- Solliciteur général du Canada

1. 1926-1930 Lucien Cannon

- Ministre du Travail

1. 1926-1930 Peter Heenan

- Ministre des Travaux publics

1. 1926-1930 John Campbell Elliott